# غوديير
غوديير (بالإنجليزية: Goodyear, Arizona) هي مدينة تقع في مقاطعة ماريكوبا، أريزونا بولاية أريزونا في الولايات المتحدة. تبلغ مساحتها 301.6 (كم²)، وترتفع عن سطح البحر 295 م، بلغ عدد سكانها 65275 نسمة في عام 2010 حسب إحصاء مكتب تعداد الولايات المتحدة وتصل الكثافة السكانية فيها 62.7 نسمة/كم2.

## التركيبة السكانية
حدّد مكتب تعداد الولايات المتحدة بيانات التركيبة السكانية لغوديير في تعداد الولايات المتحدة. في ما يلي، التركيبة السكانية حسب تعدادي 2000 و2010.

### تعداد عام 2000
بلغ عدد سكان غوديير 18,911 نسمة بحسب تعداد عام 2000، وبلغ عدد الأسر 6,179 أسرة وعدد العائلات 4,988 عائلة مقيمة في المدينة. في حين سجلت الكثافة السكانية 38.2 نسمة لكل كيلومتر مربع (98.9/ميل2). وبلغ عدد الوحدات السكنية 6,771 وحدة بمتوسط كثافة قدره 13.7 لكل كيلومتر مربع (35.5/ميل2).
وتوزع التركيب العرقي للمدينة بنسبة 78.13% من البيض و5.20% من الأمريكيين الأفارقة و1.06% من الأمريكيين الأصليين و1.71% من الأمريكيين ذوي الأصول الآسيوية و0.08% من سكان جزر المحيط الهادئ و10.87% من الأعراق الأخرى و2.95% من عرقين مختلطين أو أكثر و20.80% من الهسبانيون أو اللاتينيون من أي عرق.
بلغ عدد الأسر 6,179 أسرة كانت نسبة 35.6% منها لديها أطفال تحت سن الثامنة عشر تعيش معهم، وبلغت نسبة الأزواج القاطنين مع بعضهم البعض 71.1% من أصل المجموع الكلي للأسر، ونسبة 6.4% من الأسر كان لديها معيلات من الإناث دون وجود شريك، بينما كانت نسبة 3.3% من الأسر لديها معيلون من الذكور دون وجود شريكة وكانت نسبة 19.3% من غير العائلات. تألفت نسبة 14.1% من أصل جميع الأسر من عدة أفراد يعيشون في نفس المنزل ونسبة 3.7% كانت تتألف من شخص يعيش بمفرده يبلغ من العمر 65 عاماً أو أكثر. وبلغ متوسط حجم الأسرة المعيشية 2.68، أما متوسط حجم العائلات فبلغ 2.94.
بلغ العمر الوسطي للسكان 36.5 عاماً. وكانت نسبة 22.2% من القاطنين تحت سن الثامنة عشر، وكانت نسبة 5.9% بين الثامنة عشر والرابعة والعشرين عاماً، ونسبة 25.8% كانت واقعةً في الفئة العمرية ما بين الخامسة والعشرين والرابعة والأربعين عاماً، ونسبة 23.6% كانت ما بين الخامسة والأربعين والرابعة والستين، ونسبة 9.9% كانت ضمن فئة الخامسة والستين عاماً فما فوق. يوجد لكل 100 أنثى 100.8 ذكر، ويوجد لكل 100 أنثى في الثامنة عشر من عمرها فما فوق 98.5 ذكر.
بلغ متوسط دخل الأسرة في المدينة 57,492 دولارًا، أما متوسط دخل العائلة فبلغ 60,707 دولارًا. وكان متوسط دخل الذكور 40,702 دولارًا مقابل 28,410 دولارًا للإناث. وسجل دخل الفرد الخاص بالمدينة 22,506 دولارًا. وكانت نسبة 3.6% من العائلات ونسبة 6.1% من السكان تحت خط الفقر، وكان من هؤلاء نسبة 9.1% تحت سن الثامنة عشر ونسبة 3.7% في الخامسة والستين من العمر وما فوق.

### تعداد عام 2010
بلغ عدد سكان غوديير 65,275 نسمة بحسب تعداد عام 2010، وبلغ عدد الأسر 21,491 أسرة وعدد العائلات 16,931 عائلة مقيمة في المدينة. في حين سجلت الكثافة السكانية 131.7 نسمة لكل كيلومتر مربع (341.1/ميل2). وبلغ عدد الوحدات السكنية 25,027 وحدة بمتوسط كثافة قدره 50.5 لكل كيلومتر مربع (130.8/ميل2).
وتوزع التركيب العرقي للمدينة بنسبة 71.89% من البيض و6.70% من الأمريكيين الأفارقة و1.30% من الأمريكيين الأصليين و4.34% من الأمريكيين ذوي الأصول الآسيوية و0.17% من سكان جزر المحيط الهادئ و11.68% من الأعراق الأخرى و3.93% من عرقين مختلطين أو أكثر و27.78% من الهسبانيون أو اللاتينيون من أي عرق.
بلغ عدد الأسر 21,491 أسرة كانت نسبة 41.3% منها لديها أطفال تحت سن الثامنة عشر تعيش معهم، وبلغت نسبة الأزواج القاطنين مع بعضهم البعض 63.9% من أصل المجموع الكلي للأسر، ونسبة 9.9% من الأسر كان لديها معيلات من الإناث دون وجود شريك، بينما كانت نسبة 5% من الأسر لديها معيلون من الذكور دون وجود شريكة وكانت نسبة 21.2% من غير العائلات. تألفت نسبة 16% من أصل جميع الأسر من عدة أفراد يعيشون في نفس المنزل ونسبة 4.4% كانت تتألف من شخص يعيش بمفرده يبلغ من العمر 65 عاماً أو أكثر. وبلغ متوسط حجم الأسرة المعيشية 2.86، أما متوسط حجم العائلات فبلغ 3.19.
بلغ العمر الوسطي للسكان 34.9 عاماً. وكانت نسبة 27% من القاطنين تحت سن الثامنة عشر، وكانت نسبة 9.1% بين الثامنة عشر والرابعة والعشرين عاماً، ونسبة 29.6% كانت واقعةً في الفئة العمرية ما بين الخامسة والعشرين والرابعة والأربعين عاماً، ونسبة 23.5% كانت ما بين الخامسة والأربعين والرابعة والستين، ونسبة 10.8% كانت ضمن فئة الخامسة والستين عاماً فما فوق. وتوزع التركيب الجنسي للسكان بنسبة 46.9% ذكور و53.1% إناث.

## المناخ
يظهر الجدول التالي التغييرات المناخية على مدار السنة لغوديير:
| البيانات المناخية لـغوديير        | البيانات المناخية لـغوديير | البيانات المناخية لـغوديير | البيانات المناخية لـغوديير | البيانات المناخية لـغوديير | البيانات المناخية لـغوديير | البيانات المناخية لـغوديير | البيانات المناخية لـغوديير | البيانات المناخية لـغوديير | البيانات المناخية لـغوديير | البيانات المناخية لـغوديير | البيانات المناخية لـغوديير | البيانات المناخية لـغوديير | البيانات المناخية لـغوديير |
| الشهر                             | يناير                      | فبراير                     | مارس                       | أبريل                      | مايو                       | يونيو                      | يوليو                      | أغسطس                      | سبتمبر                     | أكتوبر                     | نوفمبر                     | ديسمبر                     | المعدل السنوي              |
| --------------------------------- | -------------------------- | -------------------------- | -------------------------- | -------------------------- | -------------------------- | -------------------------- | -------------------------- | -------------------------- | -------------------------- | -------------------------- | -------------------------- | -------------------------- | -------------------------- |
| الدرجة القصوى °ف (°م)             | 89 (32)                    | 93 (34)                    | 100 (38)                   | 105 (41)                   | 115 (46)                   | 125 (52)                   | 125 (52)                   | 120 (49)                   | 116 (47)                   | 109 (43)                   | 98 (37)                    | 89 (32)                    | 125 (52)                   |
| متوسط درجة الحرارة الكبرى °ف (°م) | 65 (18)                    | 70 (21)                    | 76 (24)                    | 85 (29)                    | 94 (34)                    | 103 (39)                   | 105 (41)                   | 103 (39)                   | 98 (37)                    | 87 (31)                    | 74 (23)                    | 64 (18)                    | 85 (30)                    |
| متوسط درجة الحرارة الصغرى °ف (°م) | 42 (6)                     | 45 (7)                     | 50 (10)                    | 56 (13)                    | 64 (18)                    | 72 (22)                    | 79 (26)                    | 79 (26)                    | 72 (22)                    | 59 (15)                    | 48 (9)                     | 41 (5)                     | 59 (15)                    |
| أدنى درجة حرارة °ف (°م)           | 16 (−9)                    | 22 (−6)                    | 22 (−6)                    | 27 (−3)                    | 36 (2)                     | 49 (9)                     | 57 (14)                    | 50 (10)                    | 44 (7)                     | 31 (−1)                    | 22 (−6)                    | 20 (−7)                    | 16 (−9)                    |
| الهطول إنش (مم)                   | 0.99 (25)                  | 1.28 (33)                  | 0.97 (25)                  | 0.37 (9.4)                 | 0.11 (2.8)                 | 0.04 (1.0)                 | 0.83 (21)                  | 1.23 (31)                  | 0.95 (24)                  | 0.49 (12)                  | 0.68 (17)                  | 0.99 (25)                  | 8.93 (227)                 |
| المصدر: The Weather Channel       |                            |                            |                            |                            |                            |                            |                            |                            |                            |                            |                            |                            |                            |

## أعلام
- ميتشل وات
- كاريك فيليكس

## وصلات خارجية
- http://www.ci.goodyear.az.us/ نسخة محفوظة 2 سبتمبر 2013 على موقع واي باك مشين.